# Aestus

Vue en coupe d'une Ariane 5 GS montrant le deuxième étage EPS et son moteur Aestus.

L'Aestus est un moteur-fusée à ergols liquides hypergoliques développé dans les années 1990 pour propulser le deuxième étage EPS du lanceur européen utilisé par certaines versions de l'Ariane 5. Il peut être ré-allumé plusieurs fois, afin d'optimiser la mise en orbite de certaines charges utiles.

## Historique
L'Aestus est développé à partir de 1988 par la société allemande DASA, aujourd'hui intégrée à Airbus Defence and Space. Il est utilisé pour la première fois avec succès le 30 octobre 1997 au cours du deuxième vol d'Ariane 5. L'Aestus propulse l'étage supérieur EPS (Etage à Propergols Stockables) installé sur toutes les versions d'Ariane 5 G (G, G+ et GS) retirées du service ainsi que la version Ariane 5 ES qui doit rester en service jusqu'au retrait du lanceur.  Une version plus puissante équipée de turbopompes, a été développée et testée  sous la dénomination Aestus II / RS 72 mais n'a jamais été utilisée en vol. Il doit être remplacé par le moteur Vinci, lui aussi ré-allumable, sur le futur lanceur Ariane 6 qui doit prendre la suite d'Ariane 5.
Le lanceur Ariane 5 dans sa version ECA utilise un autre étage supérieur propulsé par un moteur-fusée plus puissant HM-7B. Mais l'Aestus présente l'avantage d'être réallumable plusieurs fois, ce qui lui permet de lancer plusieurs satellites sur des orbites différentes, ou de circulariser une orbite basse sans que le satellite utilise sa propre propulsion.

## Caractéristiques
L'Aestus, dont la poussée est d'environ 3 tonnes dans le vide, brûle un mélange d'ergols liquides stockables composé de peroxyde d'azote (N2O4) et diméthylhydrazine asymétrique(UDMH), qui présentent la particularité d'être hypergoliques. Il s'agit d'un moteur-fusée de conception simple car il n'a pas recours à une turbopompe mais utilise un système de pressurisation de ses réservoirs pour injecter les ergols dans la chambre de combustion sous une pression de 17,7 bars. La contrepartie de cette simplicité est une impulsion spécifique modeste évaluée à 324 secondes dans le vide. Les ergols sont introduits dans la chambre de combustion par 132 injecteurs parallèles coaxiaux , le peroxyde d'azote étant injecté au centre et l'UDMH par des trous placés de manière radiale. Cette architecture permet aux ergols de former un mélange homogène qui est brulé avec une efficacité de 98%. La pression dans la chambre de combustion est de 11 bars et la température atteint 3000 kelvins. Ses parois en acier inoxydable sont refroidis par l'UDMH qui circule dans des canaux forés dans son épaisseur avant d'être injecté dans la chambre de combustion.     
La tuyère est réalisée dans un alliage Haynes 25 (cobalt-nickel-chrome-tungstène) qui permet de résister à une température de 1 050 °C et évacue la chaleur par rayonnement. Son rapport de section est de 87 et le diamètre de son extrémité inférieure est de 1,315 m. Le moteur-fusée  est orientable en lacet et en tangage grâce à des vérins électro-mécaniques. L'Aestus a une hauteur de 2,2 m et sa masse est de 111 kg.